# 七戸長生
七戸 長生（しちのへ ちょうせい、1930年9月25日 - 2022年3月25日）は、日本の農学者・経済学者。学位は、農学博士（北海道大学）。北海道大学名誉教授。元市立名寄短期大学学長。七戸克彦九州大学教授の実父。

## 略歴
七戸は1930（昭和5）年9月25日に青森県上北郡三本木町（現十和田市）で生まれ、幼少期に父親が北海道庁勤務（獣医）となったため北海道訓子府町に移住した。旧制旭川中学（現北海道旭川東高等学校）卒業。北海道大学農学部農業経済学科卒。1958年（昭和33年）同大学院農学研究科博士課程修了。
1960年農林省北海道農業試験場技官。1962年農林省農業総合研究所研究員を経て、1965年北海道大学農学部専任講師。1972年（昭和47年）北海道大学農学部助教授。1983年（昭和58年）同農学部教授。1989年同農学部長。1993年北海道地域農業研究所所長。1994年（平成6年）北海道大学停年退官。同名誉教授。酪農学園大学酪農学部教授。1999年酪農学園大学退職。市立名寄短期大学学長に就任。2002年市立名寄短期大学退官。
1958年、北海道大学より農学博士の学位を取得する。 
農業経済学・経営学が専門。データを重視した緻密な研究のほか、月刊誌「現代農業」などに農業実務者向けの著述も多数した。農村リーダー論や農業教育論も研究。
1990年には中国の新疆・内蒙古の遊牧生活実態調査の国際共同研究プロジェクトの統括代表を務めた。

## エピソード
- 七戸氏（南部氏の分家）の末裔と伝えられるが、事実は不明。実兄に、医師で北海道立旭川肢体不自由児総合療育センター院長の七戸幸夫、甥に七戸俊明北大医学部准教授などがいる。九州大学教授（大学院法学研究院）の七戸克彦は長男。
- 北海道大学農学部農業経済学科・七戸ゼミは12人程の大学教授を輩出している。
- 兄・妹・弟が北大の出身である。

## 主著
- 『農業機械化の動態過程』（亜紀書房、1974年）
- 『日本のフロンティアのゆくえ(講座日本の社会と農業1巻)』（共著、日本経済評論社、1985年）
- 『日本農業の経営問題 : その現状と発展論理』（北海道大学図書刊行会、1988年）
- 『世界の農民群像 : そのバックボーンに学ぶ(全集世界の食料世界の農村3巻)』（農山漁村文化協会、1995年）
- 工藤賢資と共著『農業経営』（農山漁村文化協会、2004年）
- 『北大の学風を尋ねて』（北海道大学出版会、2012年）

など多数。